# Lista monumentelor istorice din județul Buzău - H

Simbol pentru monumentele istorice

Lista monumentelor istorice din județul Buzău - H cuprinde monumentele istorice înscrise în Patrimoniul cultural național al României și aflate în localități ce încep cu litera H din județul Buzău.
Lista completă este menținută și actualizată periodic de către Ministerul Culturii, Cultelor și Patrimoniului Național din România, prin intermediul Institutului Național al Patrimoniului, ultima versiune datând din 2015. Această listă cuprinde și actualizările ulterioare, realizate prin ordin al ministrului culturii.
| Cod LMI                               | Denumire                                 | Localitate                           | Localizare                                                                                       | Datare, Creatori                                                               | Imagine               | Erori             |
| ------------------------------------- | ---------------------------------------- | ------------------------------------ | ------------------------------------------------------------------------------------------------ | ------------------------------------------------------------------------------ | --------------------- | ----------------- |
| BZ-I-s-B-02235 (RAN: 50512.01)        | Situl arheologic de la Heliade Rădulescu | sat Heliade Rădulescu; comuna Ziduri | În zona de N a satului de o parte și de alta a drumului spre Râmnicu Sărat                       |                                                                                | Încarcă foto \| video | Raportează eroare |
| BZ-I-m-B-02235.01 (RAN: 50512.01.07)  | Așezare                                  | sat Heliade Rădulescu; comuna Ziduri | În zona de N a satului de o parte și de alta a drumului spre Râmnicu Sărat 45.31194°N 27.09694°E | sec. III - IV p. Chr., Epoca migrațiilor, Cultura Sântana de Mureș - Cerneahov | Încarcă foto \| video | Raportează eroare |
| BZ-I-m-B-02235.02 (RAN: 50512.01.08)  | Necropolă                                | sat Heliade Rădulescu; comuna Ziduri | În zona de N a satului de o parte și de alta a drumului spre Râmnicu Sărat 45.31194°N 27.09694°E | sec. III - IV p. Chr., Epoca migrațiilor, Cultura Sântana de Mureș - Cerneahov | Încarcă foto \| video | Raportează eroare |
| BZ-I-m-B-02235.03 (RAN: 50512.01.05)  | Așezare                                  | sat Heliade Rădulescu; comuna Ziduri | În zona de N a satului de o parte și de alta a drumului spre Râmnicu Sărat 45.31194°N 27.09694°E | sec. XII - V a. Chr., Hallstatt                                                | Încarcă foto \| video | Raportează eroare |
| BZ-I-m-B-02235.04 (RAN: 50512.01.06)  | Necropolă                                | sat Heliade Rădulescu; comuna Ziduri | În zona de N a satului de o parte și de alta a drumului spre Râmnicu Sărat 45.31194°N 27.09694°E | sec. XII - V a. Chr., Hallstatt                                                | Încarcă foto \| video | Raportează eroare |
| BZ-I-m-B-02235.05 (RAN: 50512.01.03)  | Așezare                                  | sat Heliade Rădulescu; comuna Ziduri | În zona de N a satului de o parte și de alta a drumului spre Râmnicu Sărat 45.31194°N 27.09694°E | mil. III - II, Epoca bronzului, Cultura Monteoru                               | Încarcă foto \| video | Raportează eroare |
| BZ-I-m-B-02235.06 (RAN: 50512.01.04)  | Necropolă                                | sat Heliade Rădulescu; comuna Ziduri | În zona de N a satului de o parte și de alta a drumului spre Râmnicu Sărat 45.31194°N 27.09694°E | mil. III - II, Epoca bronzului, Cultura Monteoru                               | Încarcă foto \| video | Raportează eroare |
| BZ-I-m-B-02235.07 (RAN: 50512.01.01)  | Așezare                                  | sat Heliade Rădulescu; comuna Ziduri | În zona de N a satului de o parte și de alta a drumului spre Râmnicu Sărat 45.31194°N 27.09694°E | mil. VI - V, Neolitic                                                          | Încarcă foto \| video | Raportează eroare |
| BZ-I-m-B-02235.08 (RAN: 50512.01.02)  | Necropolă                                | sat Heliade Rădulescu; comuna Ziduri | În zona de N a satului de o parte și de alta a drumului spre Râmnicu Sărat 45.31194°N 27.09694°E | mil. VI - V, Neolitic                                                          | Încarcă foto \| video | Raportează eroare |
| BZ-II-a-A-02407 (RAN: 49689.02)       | Fosta mănăstire Bradu                    | sat Haleș; comuna Tisău              |                                                                                                  | sec. XVI - XVII                                                                | Alte imagini          | Raportează eroare |
| BZ-II-m-A-02407.01 (RAN: 49689.02.01) | Biserica „Sf. Dumitru”                   | sat Haleș; comuna Tisău              |                                                                                                  | 1632                                                                           |                       | Raportează eroare |
| BZ-II-m-A-02407.02 (RAN: 49689.02.02) | Ruine casă domnească                     | sat Haleș; comuna Tisău              |                                                                                                  | sec. XVI - XVII                                                                | Încarcă foto \| video | Raportează eroare |
| BZ-II-m-A-02407.03 (RAN: 49689.02.03) | Zid de incintă cu turnuri                | sat Haleș; comuna Tisău              | 45.18497°N 26.55063°E                                                                            | sec. XVI - XVII                                                                |                       | Raportează eroare |
| BZ-II-m-A-02407.04 (RAN: 49689.02.04) | Chilii                                   | sat Haleș; comuna Tisău              |                                                                                                  | sec. XVI - XVII                                                                | Încarcă foto \| video | Raportează eroare |
| BZ-II-m-B-02408 (RAN: 49689.03)       | Biserica „Schimbarea la Față”            | sat Haleș; comuna Tisău              | „Muchia Cetățuia”                                                                                | sec. XVIII - XIX                                                               | Încarcă foto \| video | Raportează eroare |
| BZ-II-a-B-02409 (RAN: 49689.01)       | Mănăstirea Ciolanu                       | sat Haleș; comuna Tisău              | „Dealul Ciolanu” 45.23594°N 26.5473°E                                                            | sec. XVII - XIX                                                                | Alte imagini          | Raportează eroare |
| BZ-II-m-B-02409.01 (RAN: 49689.01.01) | Biserica veche „Sf. Gheorghe”            | sat Haleș; comuna Tisău              | „Dealul Ciolanu”                                                                                 | sec. XVI                                                                       | Încarcă foto \| video | Raportează eroare |
| BZ-II-m-B-02409.02                    | Biserica „Sf. Apostoli Petru și Pavel”   | sat Haleș; comuna Tisău              | „Dealul Ciolanu” 45.23565°N 26.54732°E                                                           | 1828                                                                           |                       | Raportează eroare |
| BZ-II-m-B-02409.03                    | Locuințe monahale                        | sat Haleș; comuna Tisău              | „Dealul Ciolanu” 45.2362°N 26.54657°E                                                            | sec. XIX                                                                       |                       | Raportează eroare |
| BZ-II-m-B-02410                       | Biserica „Sf. Voievozi”                  | sat Homești; comuna Grebănu          |                                                                                                  | 1822                                                                           | Încarcă foto \| video | Raportează eroare |